# 蔚山大學
蔚山大學位于韩国蔚山广域市。学校建于1970年，是私立综合大学。2011年，蔚山大學在QS世界大学排名亚洲排第106。